# Nícocles de Salamina
Nícocles (en grec antic: Νικοκλῆς, llatí: Nīcŏclēs) fou un rei de Salamina de Xipre que va regnar entorn del 374 aC fins prop del 360 aC, sota sobirania persa.
Era fill i successor d'Evàgores I. Hi ha autors que sospiten que va participar en la conspiració que va posar fi a la vida del seu pare, però no hi ha evidència d'aquest fet més que el fet que Diodor de Sicília diu que l'eunuc que va assassinar Evàgores es deia Nícocles, cosa que podria ser un error o una coincidència.
El seu regnat és poc conegut. Aparentment, el regne va gaudir de pau i prosperitat. Isòcrates d'Atenes li va dirigir dos panegírics, en els quals diu que va portar les ciutats sota el seu domini al més gran floriment, que va omplir el tresor que estava exhaust per les guerres del seu pare sense oprimir els súbdits amb taxes elevades, i que tenia un regnat suau i just. L'elogia també per la seva protecció a la literatura i la filosofia (el mateix Isòcrates va rebre vint talents pel seu panegíric), i per la seva puresa en les relacions familiars. No obstant això, Teopomp de Quios i Anaxímenes de Làmpsac diuen que era una persona d'hàbits luxuriosos, i que va competir amb Estrató, rei de Sidó, en l'esplendor i refinament de les seves festes i en la indulgència sobre els excessos sexuals.
Aquestos dos escriptors també diuen que va morir violentament, però no diuen per què o en quin moment. S'han trobat monedes del seu regnat.